# アドルフ・フリードリヒ6世 (メクレンブルク＝シュトレーリッツ大公)
アドルフ・フリードリヒ6世（Adolf Friedrich VI. von Mecklenburg-Strelitz, 1882年6月17日 - 1918年2月23日）は、メクレンブルク＝シュトレーリッツ大公（在位：1914年 - 1918年）。

## 生涯
アドルフ・フリードリヒ5世と妃エリーザベト・フォン・アンハルト＝デッサウの長男として、ノイシュトレーリッツ（現ドイツ・メクレンブルク＝フォアポンメルン州の街）で生まれた。ドレスデンでギムナジウムに入って学び、のちミュンヘンで軍務と並行して法学を学んだ。
第一次世界大戦が勃発する数ヶ月前の1914年6月11日に公位を継承した。ところが1918年2月、ノイシュトレーリッツでアドルフ・フリードリヒは自殺した。死に至る理由は明らかでない。遺体はミローの「城の島」（Schlossinsel、de）に葬られた。

## 大公位継承問題
アドルフ・フリードリヒ6世の死によって、メクレンブルク＝シュトレーリッツ大公家は継承危機に陥った。とりあえず摂政として、縁戚であるメクレンブルク＝シュヴェリーン大公フリードリヒ・フランツ4世が摂政となりメクレンブルク＝シュトレーリッツ大公国を、両メクレンブルク大公国がドイツ帝国ごと崩壊する1918年11月まで治めた。
大公の推定相続人はカール・ミヒャエル・ツー・メクレンブルクであったが、カール・ミヒャエルはロシアで生まれ、母はロシア大公（ヴェリーキー・クニャージ）ミハイル・パヴロヴィチの娘であるため、広義のロシア帝室の一員でもあった、その上、1914年にロシアに帰化し、第一次世界大戦ではドイツ（従ってメクレンブルク＝シュトレーリッツ）の敵国であるロシアの軍人であり、しかも大公位継承権を放棄したい意向を示していた。アドルフ・フリードリヒ6世は遺言において、メクレンブルク＝シュヴェリーン大公フリードリヒ・フランツ4世の次男クリスティアン・ルートヴィヒ公子に対して3000万マルク相当の遺産を相続し、ノイシュトレーリッツに居を移してメクレンブルク＝シュトレーリッツ大公位を引き継ぐように書き残した。またクリスティアン・ルートヴィヒがメクレンブルク＝シュトレーリッツ大公位を引き継がない場合は遺産は300万マルクに減額されることも明記されていた。しかし結局、メクレンブルク＝シュトレーリッツ大公家家長の地位は第1次世界大戦後にロシアから亡命してきたカール・ミヒャエルが引き継いだ。
| アドルフ・フリードリヒ6世 (メクレンブルク＝シュトレーリッツ大公) メクレンブルク＝シュトレーリッツ家 メクレンブルク家分家 1882年6月17日 - 1918年2月23日 |                                                      |                                                                              |
| ドイツの爵位 |                                                      |                                                                              |
| 先代 アドルフ・フリードリヒ5世 | メクレンブルク＝シュトレーリッツ大公 1914年 – 1918年 | 次代 メクレンブルク＝シュヴェリーン大公 フリードリヒ・フランツ4世 摂政として |